# 朱厚煇
光山康靖王朱厚煇（1508年—1551年），赵庄王朱祐棌庶四子。
嘉靖二年（1523年）九月，明世宗遣英國公張崙等為正使，翰林院編修黃佐等為副使，持節奉冊宝冠服封朱厚煇為光山王。五年（1526年）十月，遣武進伯朱江等為正使，翰林院編修王教等為副使，持節冊封徐氏為光山王妃。
嘉靖三十年（1551年）去世。因独子夭折，无人继位，国除。三十六年（1557年）二月，嘉靖敕令朱厚煇的三哥江宁王朱厚炼的庶子镇国将军朱載埢奉祀朱厚煇及管理光山王府事。三十九年（1560年）五月，又命赵王府鎮國將軍朱載堆主朱厚煇祭祀和代管王府事。

## 评价
- 《弇山堂别集》：温良好樂，寬樂令終。